# Abdul Rahim Wardak

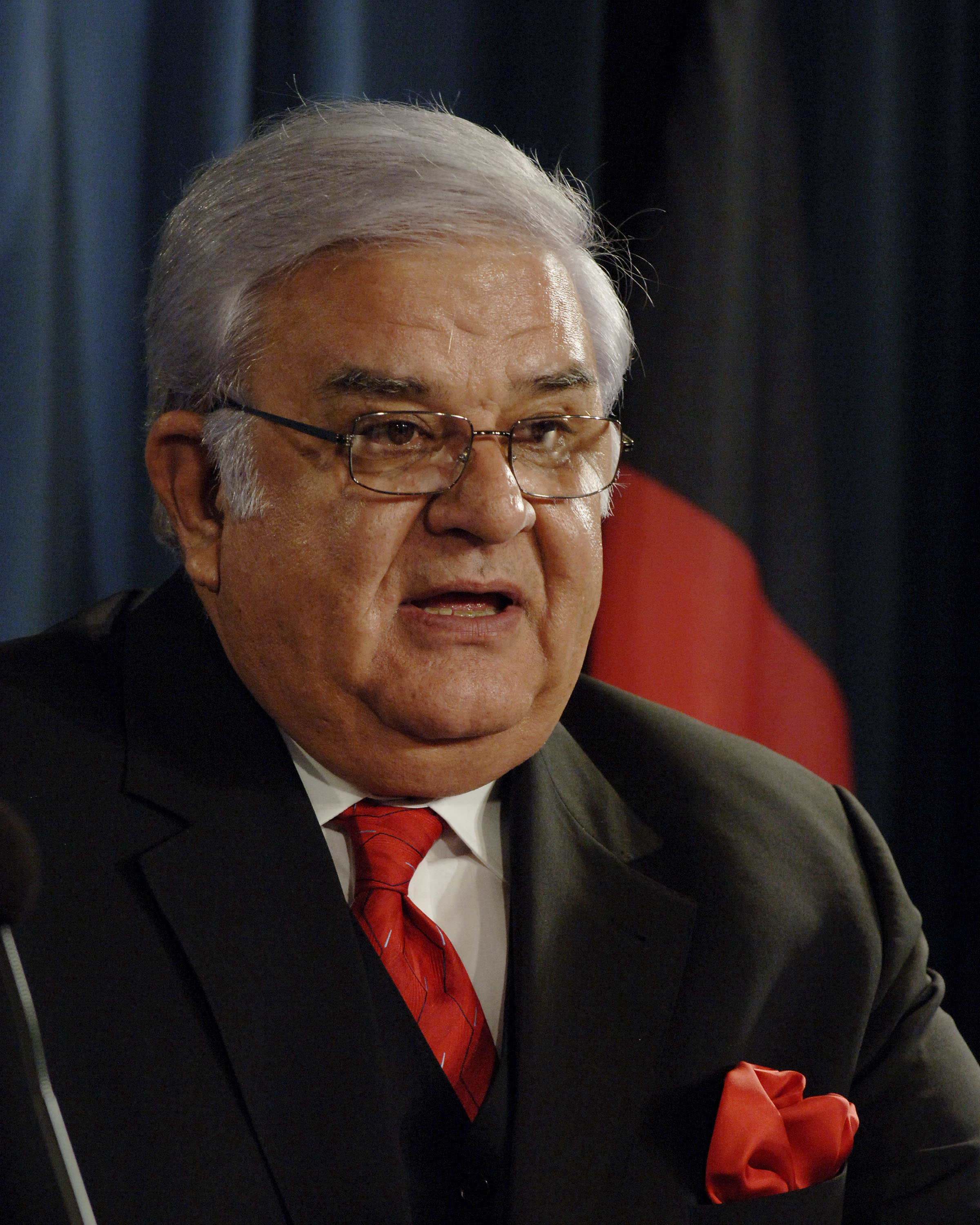
Abdul Rahim Wardak (2006)

Abdul Rahim Wardak (* 1940 in Wardak) ist ein afghanischer Politiker und ehemaliger General.

## Leben
Wardak studierte an US-Militärschulen sowie in Ägypten. Er trat der Armee in Afghanistan bei und wurde Offizier.
Unter Mohammed Fahim wurde Wardak stellvertretender Verteidigungsminister. Von Präsident Hamid Karzai wurde er am 23. Dezember 2004 zum neuen Verteidigungsminister ernannt. Nach einer verlorenen Vertrauensabstimmung im afghanischen Parlament erklärten Wardak und Innenminister Bismillah Khan Mohammadi Anfang August 2012 ihren Rücktritt vom Ministeramt.